# Melanoplus lemhiensis
Melanoplus lemhiensis är en insektsart som beskrevs av Morgan Hebard 1935. Melanoplus lemhiensis ingår i släktet Melanoplus och familjen gräshoppor. Inga underarter finns listade i Catalogue of Life.